# Mngeni

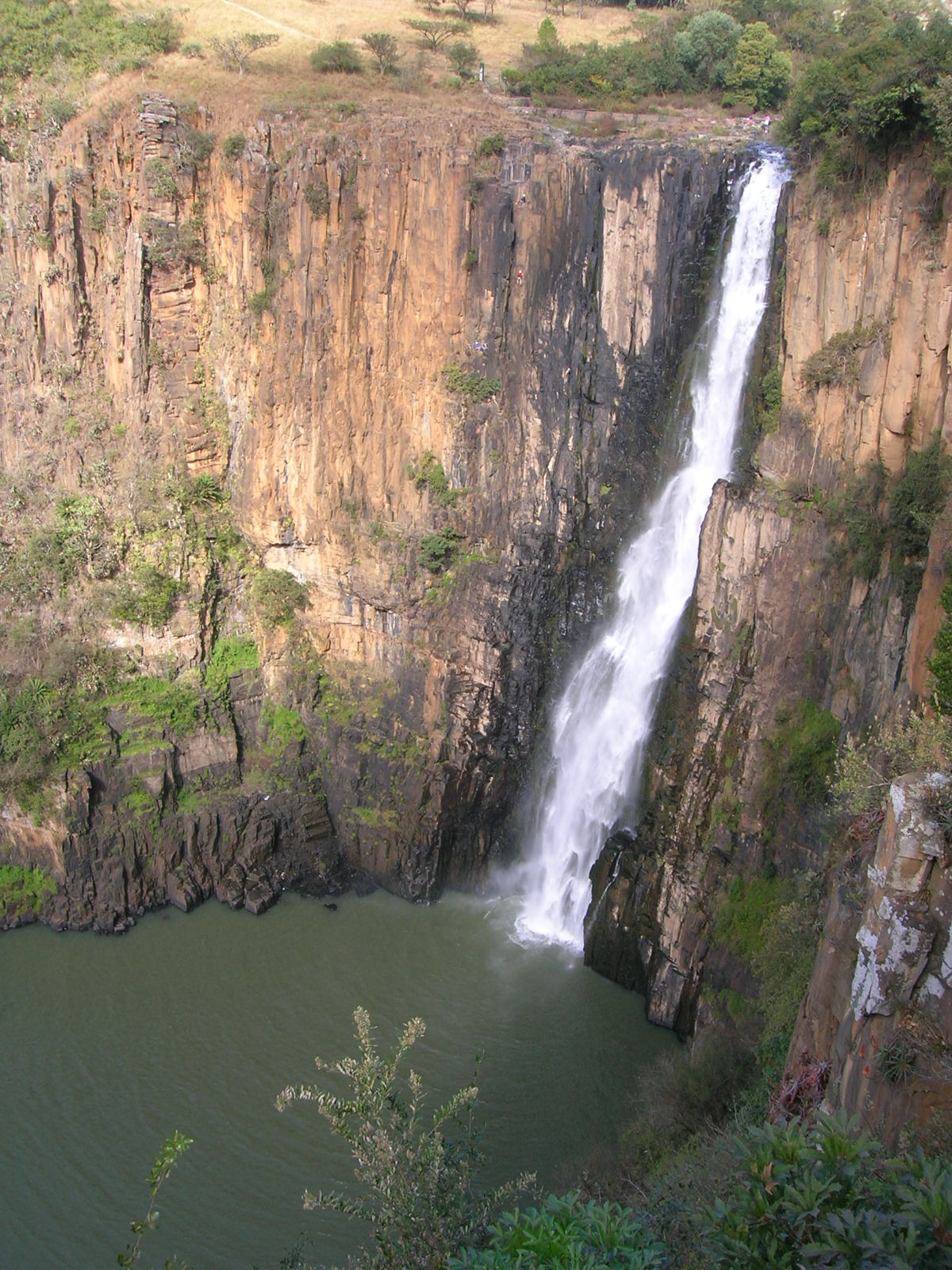
Wodospad Howick Falls

Mngeni (ang. Umgeni) – rzeka w Republice Południowej Afryki, w prowincji KwaZulu-Natal.
Rzeka bierze swoje źródła na przedgórzu Gór Smoczych, a ujście znajduje się w Durbanie. Długość Mngeni wynosi 232 km, a dorzecze ma powierzchnię 4 432 km². Na rzece położone są cztery duże tamy, Midmar Dam, Albert Falls Dam, Nagle Dam i Inanda Dam.